# Arha (luna)
Arha (grško Αρχη: Arhe) je Jupitrov naravni satelit (luna). Spada med  nepravilne lune z retrogradnim gibanjem. Je članica Karmine skupine Jupitrovih lun, ki krožijo okoli Jupitra v razdalji od 23 do 24 Gm in imajo naklon tira okoli 165°. 
Luno Arho je leta 2002 odkrila skupina astronomov, ki jo je vodil Scott S. Sheppard z Univerze Havajev.  Prvotno so jo označili kot S/2003 J 1. Znana je tudi kot Jupiter XLIII. Ime je dobila po Arhi (ena izmed prvotnih muz) iz grške mitologije .
Luna Arha ima premer okoli 3 km in obkroža Jupiter v povprečni razdalji 22,717.000 km. Obkroži ga v 723 dneh 22  urah in 36 minutah po krožnici z veliko izsrednostjo (ekscentričnostjo), ki ima naklon tira okoli 165 ° glede na ekliptiko oziroma 162 ° in na ekvator Jupitra. 
Njena gostota je ocenjena na 2,6 g/cm3, kar kaže, da je sestavljena iz kamnin. 
Luna izgleda zelo temna, ima odbojnost 0,04. Njen navidezni sij je 22,8 m.